# Amo - Capitolo II
(Il principe dell'eccentricità, Renato Zero)
Amo - Capitolo II è il ventottesimo album in studio del cantautore italiano Renato Zero. È il sequel del disco Amo - Capitolo I ed è stato pubblicato il 29 ottobre 2013, dopo sette mesi dalla pubblicazione del precedente disco.

## Il disco
Anticipato dal singolo Nessuno tocchi l'amore, Amo - Capitolo II prosegue il discorso iniziato nel marzo 2013 col disco Amo - Capitolo I.
Il 1º ottobre 2013, la Discoteca Laziale ha ufficializzato la tracklist del disco. Come il precedente, anche questo disco presenta un sigillo in ceralacca sulla copertina. Se Amo Capitolo - I era rivolto prettamente al passato (Zero in esso rievocava la sua carriera, la fatica e la gioia della vita passata), questo secondo capitolo è pensato per un ipotetico futuro, con tutti i dubbi, certezze e inviti ad esso annessi.
Hanno preso parte all'album anche due storici musicisti di Zero: Luciano Ciccaglioni e Stefano Senesi.
Il 21 giugno 2019 l'album è stato ristampato per la collana Mille e uno Zero, edita con TV Sorrisi e Canzoni.

## I brani
Nuovamente, scritto in collaborazione con la storica amica Mariella Nava, è una laica preghiera affinché l'Italia torni in piedi; Zero è fiducioso nella "gente / generosa come una poesia" ed è essenzialmente a lei che rivolge il suo ottimistico augurio.
Ti porterò con me è l'unico brano dell'album che non vede Zero come autore. Due protagonisti e un viaggio, quello della vita e/o della morte, intrapreso senza darsi per vinti di fronte alle ostilità. Il testo è giocato su riusciti e delicati adynata ("Con te raggiungerò / quello che c'è di irraggiungibile") e si muove con una musica ora lieve, ora simil-solenne.
La fabbrica dei sogni è un pacato invito a sognare, a non farsi fagocitare da una realtà corrotta; si noti il riferimento all'attualità: "La fabbrica dei sogni almeno lei / non entra in crisi mai".
Sia neve, ribaltando il luogo comune che associa la gioia all'estate e il dolore all'inverno, mette in scena un momento particolarmente riuscito dell'album: la neve ("che cade / che copre / che imbianca") avvolge tutto e tutti, con passo ora leggero ("la neve [...] offre tepore"), ora impetuoso ("la neve son lacrime che / tanta gente versò") fino a divenire simbolo, a un tempo, della serenità presente e futura: la vera matrigna è l'estate, che inganna. La musica movimentata, con influenze pop-rock, lascia il posto a un che di sinfonico nel ritornello.
Ne L'eterno ultimo, sulla stregua di Vola alto, Zero si rivolge ai giovani, spronandoli a non darsi per vinti, a insistere, a seguire il proprio cuore e il proprio istinto: tutti ingredienti necessari per assicurarsi un futuro. Zero canta accompagnato solo da un piano, al quale s'aggiungono altri strumenti verso la chiusura del brano.
Nessuno tocchi l'amore, primo singolo estratto, ha un testo impegnato ("Non è normale che / qualcuno abusi di te", "E poi / nessuno tocchi l'Amore!"), che si muove su una musica accattivante, frenetica. Il grido di Zero è in realtà un atto d'accusa: no alla violenza, no all'abuso.
Si può, una variazione sul tema de L'eterno ultimo, con metafore nautiche più o meno originali ("Timone tutto a dritta / si avvicina un tifone"), si inserisce nel contesto politico in cui viviamo: per rispondere alla crisi, consiglia Zero, è necessaria l'azione (e la resistenza) di ognuno.
Una volta non ci basta è una dichiarazione d'amore sincero, una rediviva Ed io ti seguirò, anche se molto meno poetica.
Titoli di coda (explicit) permette a Zero di compiere uno sfogo durissimo contro lo sciacallo Televisione, ormai, sembra dire Zero, piena di reality che mettono in scena dolori (finti) per far soldi (veri). Il cantato acido e il testo caustico fanno di questa canzone un vero j'accuse, sfumato soltanto dal ritmo della musica.
Via dagli Sciacalli n° 0 è un divertissement con le sembianze di una favola esopica: Zero chiama a raccolta "i suoi animaletti" per sottolineare la bestialità dell'essere umano.
O si suona o si muore, avente la stessa base di Dovremmo imparare a vivere (Amo - Capitolo I, 2013), ripercorre i temi di quest'ultima e della più riuscita Giù le mani dalla musica (Presente, 2009).
Alla fine è il terzo singolo estratto. L'atmosfera è quella di un giallo; il cantato ci mette di fronte uno Zero particolarmente violento: non necessariamente bisogna disperarsi per un amore finito: "Se arriverà la fine / fine sia / purché ci resti speranza". Evidenti sono, poi, i riferimenti all'attualissima tematica del "femminicidio" (già denunciato in Nessuno tocchi l'amore).
amoЯ, dedicata alla città natale di Zero e cantata con cadenza romanesca, ci mette di fronte alle stesse atmosfere di Roma (Segreto amore, 2010).
Il progetto magnifico, con sonorità meno tradizionali, tratta del mondo contemporaneo, sordo alla voce dell'arte ("sai questi uomini non mi perdonano / di avere un'anima /scrivere musica non servirà / non basterà: / queste passioni sai / sono proibite ormai") e contenente uomini sempre più ambiziosi e privi di scrupoli, che vivono tra "un mare di rifiuti" e "pezzi di cuore sparsi qua e là".
Il principe dell'eccentricità (penna di Zero e note di Trovajoli) è una dichiarazione d'amore verso chi vorrà raccogliere il testimone lasciato dall'autore: "Sali e prendi tu il mio posto: / questa sera il palco è tuo. / Falli emozionare adesso, / il primo applauso sarà il mio."
Il brano Alla fine è stato prodotto da Trevor Horn. Il brano Il progetto magnifico è stato arrangiato e prodotto da Renato Zero e Celso Valli. I brani L'eterno ultimo, amoЯ, Il principe dell'eccentricità sono stati prodotti da Renato Zero. I brani Ti porterò con me e La fabbrica dei sogni sono stati prodotti e arrangiati da Celso Valli. La produzione musicale e gli arrangiamenti di tutti gli altri brani sono stati affidati a Danilo Madonia.
Il 25 ottobre Renato è stato ospite da RTL 102.5 dove, oltre al singolo Nessuno tocchi l'amore, sono stati presentati i nuovi brani Ti porterò con me, Sia neve e Alla fine.
Il 27 dicembre 2013 Sia neve è diventato il secondo singolo radiofonico di quest'album.
Il 18 gennaio 2014 è stato trasmesso in seconda serata allo Speciale TG5, su Canale 5, un nuovo videoclip di Renato Zero relativo al brano Alla fine, poi pubblicato sul canale ufficiale di Renato su YouTube il 22 gennaio 2014.

## Tracce
- CD: 8034097060458

Tutti i brani sono di Renato Zero/Madonia-Renato Zero, eccetto dove indicato.
1. Nuovamente (Nava/Renatozero-Nava) - 4:28
2. Ti porterò con me (Morra/Fabrizio) - 4:24
3. La fabbrica dei sogni  - 4:10
4. Sia neve - 4:59
5. L'eterno ultimo - 4:23
6. Nessuno tocchi l'amore - 4:44
7. Si può - 4:42
8. Una volta non ci basta  - 5:10
9. Titoli di coda - 4:12
10. Via dagli Sciacalli n°0 - 3:55
11. O si suona o si muore  -  2:38
12. Alla fine  - 5:09
13. amoЯ (Renatozero/Fabrizio) - 4:59
14. Il progetto magnifico  -  6:28
15. Il principe dell'eccentricità (Renatozero-Incenzo/Trovajoli-Sapienza) - 4:31

### Versioni
Il disco è stato commercializzato in tre versioni:
- CD singolo[3]
- LP doppio[5]
- Cofanetto contenente entrambi i capitoli di Amo[6]

Il cofanetto, con il titolo Amo - Capitolo III, è stato pubblicato il 26 novembre 2013.

## Formazione
- Renato Zero – voce
- Phil Palmer, Samuele Dessì, Giorgio Secco, Massimo Varini – chitarra acustica ed elettrica
- Paolo Costa, Trevor Charles Horn, Cesare Chiodo – basso
- Lele Melotti, Paolo Valli, Ash Soan  – batteria
- Fabrizio Leo – chitarra elettrica
- Danilo Madonia – tastiera, cori, programmazione e pianoforte
- Tommy Ruggero, Luis Jardim – percussioni
- Simon Bloor – pianoforte e organo Hammond
- Julian Hinton – tastiera e programmazione
- Luciano Ciccaglioni – chitarra acustica
- Stefano Senesi – pianoforte e tastiera
- Elio Veniali – contrabbasso
- Anselmo Cerriana, Marco Ferrari, Everton Nelson – violino
- Giuseppe Francese – viola
- Giulio Glavina – violoncello
- Gianluca Littera – armonica
- Mariano Mariani – fischio
- Paola Montanari, Francesco Toma, Paolo Foti, Giuliano Mazzini, Rinaldo Zuliani, Antonio Mameli, Cesidio Iacobone – cori

## Classifiche
| Classifica (2013) | Posizione massima |
| ----------------- | ----------------- |
| Italia            | 1                 |

### Classifiche di fine anno
| Classifica (2013) | Posizione |
| ----------------- | --------- |
| Italia            | 29        |